# Čabulja
Čabulja este un munte în municipalitatea Mostar din Bosnia și Herțegovina, cu o altitudine de 1,786 m (5,860 ft).